# Esthemopsis sericina
Esthemopsis sericina is een vlindersoort uit de familie van de prachtvlinders (Riodinidae), onderfamilie Riodininae.
Esthemopsis sericina werd in 1867 beschreven door H. Bates.